# Chapelle de Seigne
La chapelle de Seigne, ou chapelle Jehan de Seigne, est une ancienne chapelle funéraire élevée dans la commune de Bléré, département français d'Indre-et-Loire.
La chapelle est construite en 1526 sur un terrain qui accueillera au XVIIIe siècle le cimetière de la ville. Entièrement restauré en 2020, le bâtiment est classé au titre des monuments historiques en 1875.

## Localisation
La chapelle, dédiée à saint Jean-Baptiste se dresse sur la place de la République, au sud-est du cœur de la ville. C'est là qu'en 1776 est implanté le cimetière, au-delà des limites de la ville, autour de la chapelle qui occupait déjà le même emplacement. Orienté d'ouest en est, la chapelle s'ouvre à l'ouest.
Dans la géographie moderne, la place de la République forme l'angle de l'avenue du 11-novembre-1918 et de l'avenue Carnot.

## Histoire

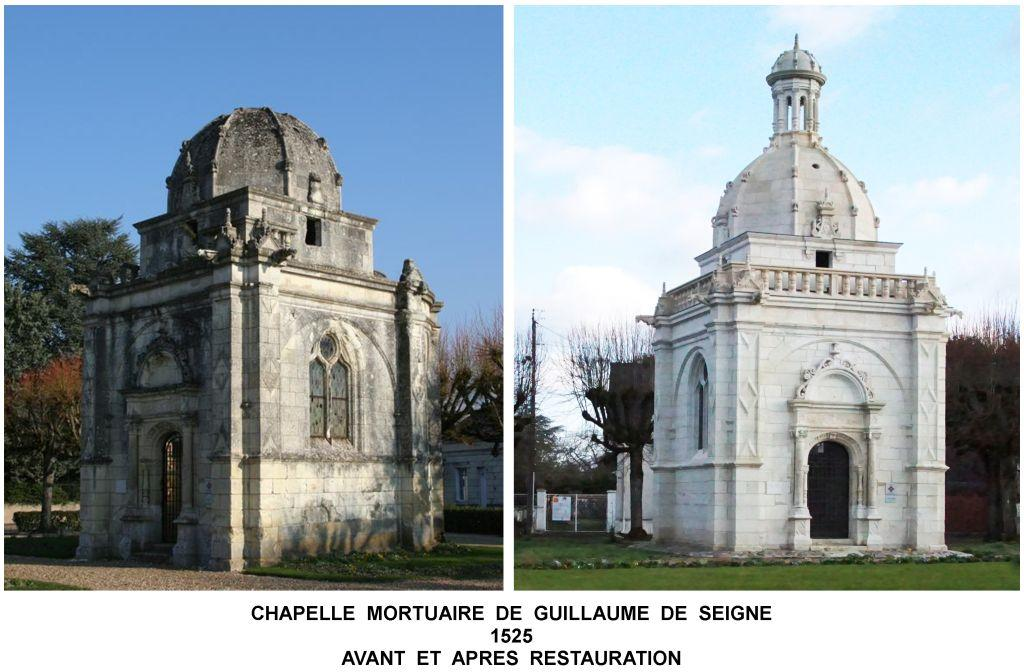
La chapelle, avant et après restauration.

La tradition attribue à Jehan de Seigne l'initiative de la construction de cette chapelle pour y abriter le tombeau de son père Guillaume, mort en 1526. Toutefois, à cette date, Jehan n'a que douze ans : il est donc presque certain que c'est bien Guillaume qui a décidé de la construction de ce monument, qu'il destinait à sa famille. Pour autant, la date d'édification de la chapelle peut correspondre avec celle de la mort de Guillaume.
À l'occasion du déplacement du cimetière de Bléré en 1776, la chapelle est signalée comme ruinée, dépourvue de son autel et de ses tombeaux.
La chapelle de Seigne est l'un des monuments historiques protégés par classement dans la liste de 1875.
Le monument bénéficie d'une restauration complète en 2020. Cette opération inclut la reconstruction du lanternon qui terminait le dôme, et qui avait disparu à une date indéterminée, mais antérieure à 1890 puisqu'il n'apparaît pas sur des photographies réalisées cette année-là par Séraphin-Médéric Mieusement.

## Architecture
La chapelle comporte un corps d'une unique travée sur plan carré prolongé par une abside semi-circulaire.
Elle s'ouvre à l'ouest par un portail Renaissance en anse de panier qui repose sur les colonnettes flanquant l'ouverture. Le décor de l'anse de panier, très riche, ne fait appel à aucun motif religieux mais figure des projectiles enflammés et des boulets qui rappellent la fonction de « trésorier général de l'ordinaire de l'artillerie du roi » de Guillaume de Seigne ; la clé porte encore des traces de peinture polychrome. Les faces nord et sud sont percées d'une baie flamboyante ; l'abside est éclairée par trois baies identiques aux précédentes.
Le corps principal est surmonté d'un dôme octogonal que termine, depuis la restauration de 2020, un lanternon. Les gargouilles disposées aux angles de la chapelle, au niveau de l'entablement à la base du dôme, sont des ajouts du XIXe siècle.

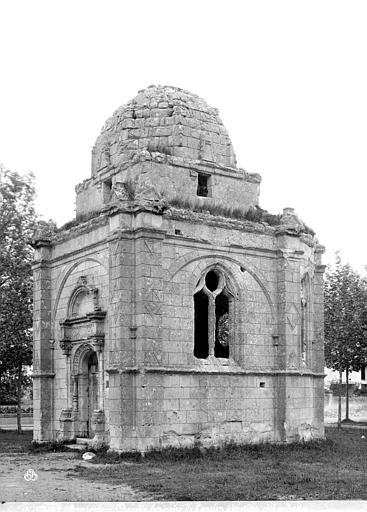
Vue générale en 1890.
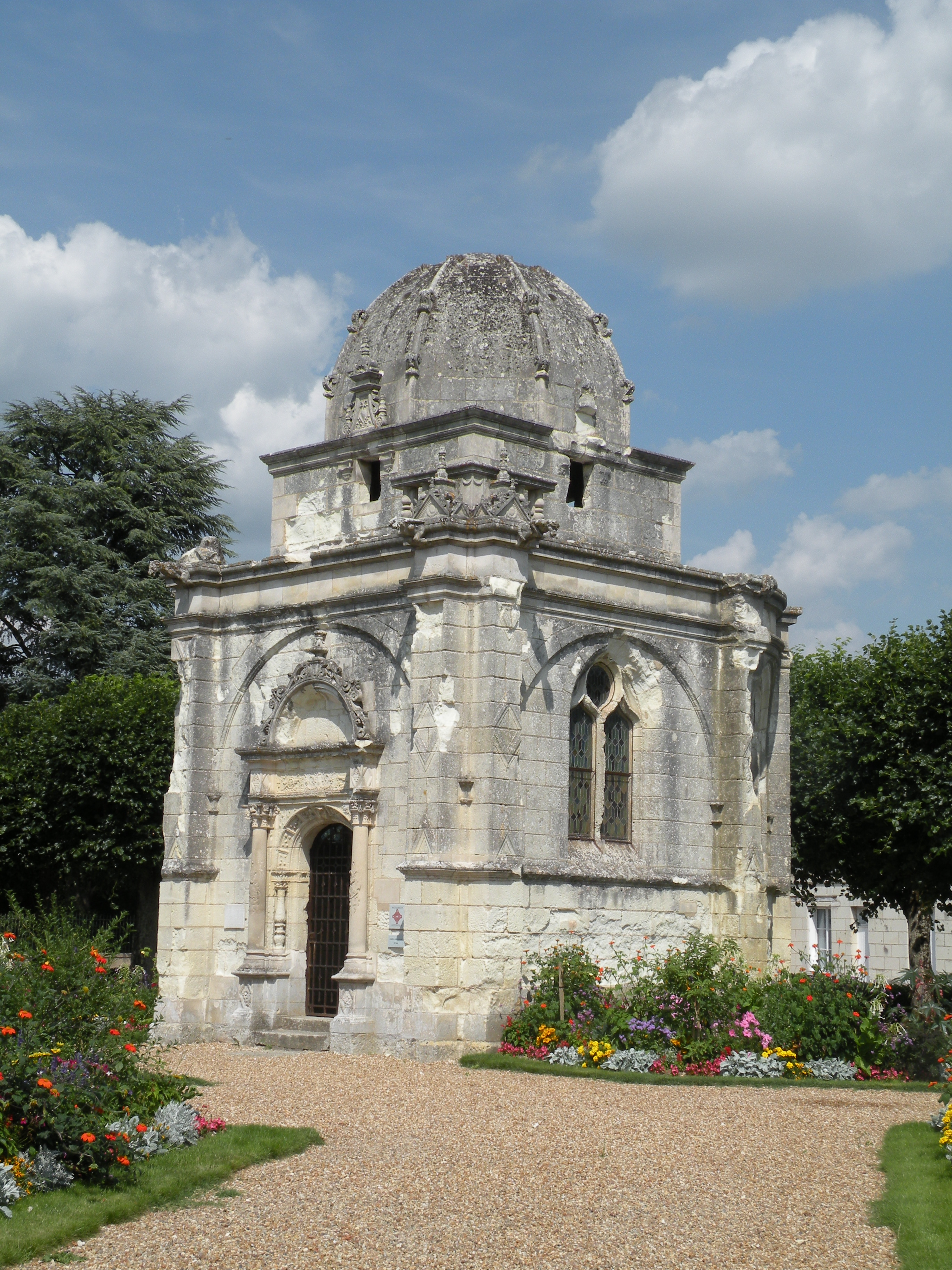
Vue générale en 2011.
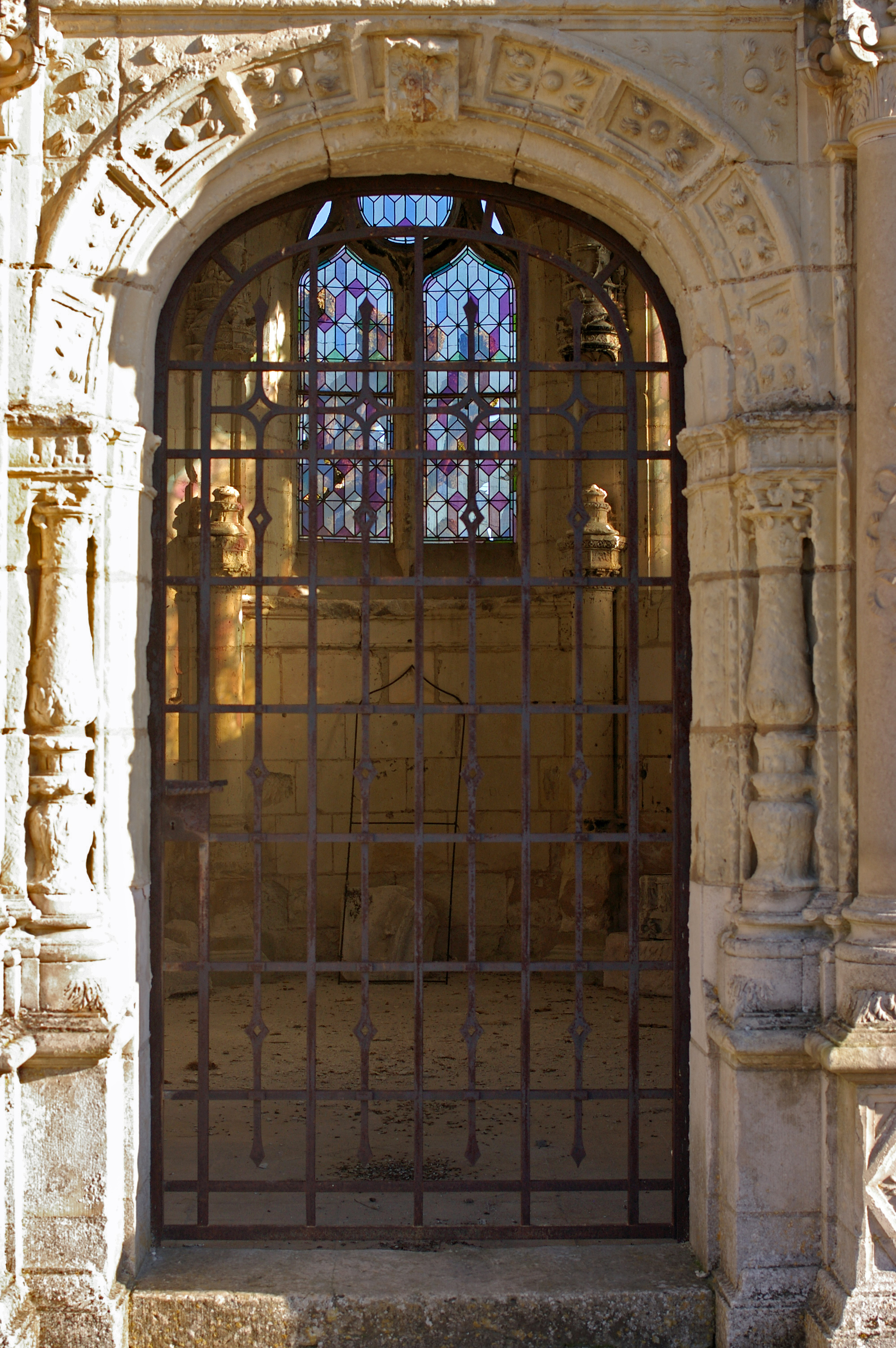
Détail du décor du portail.
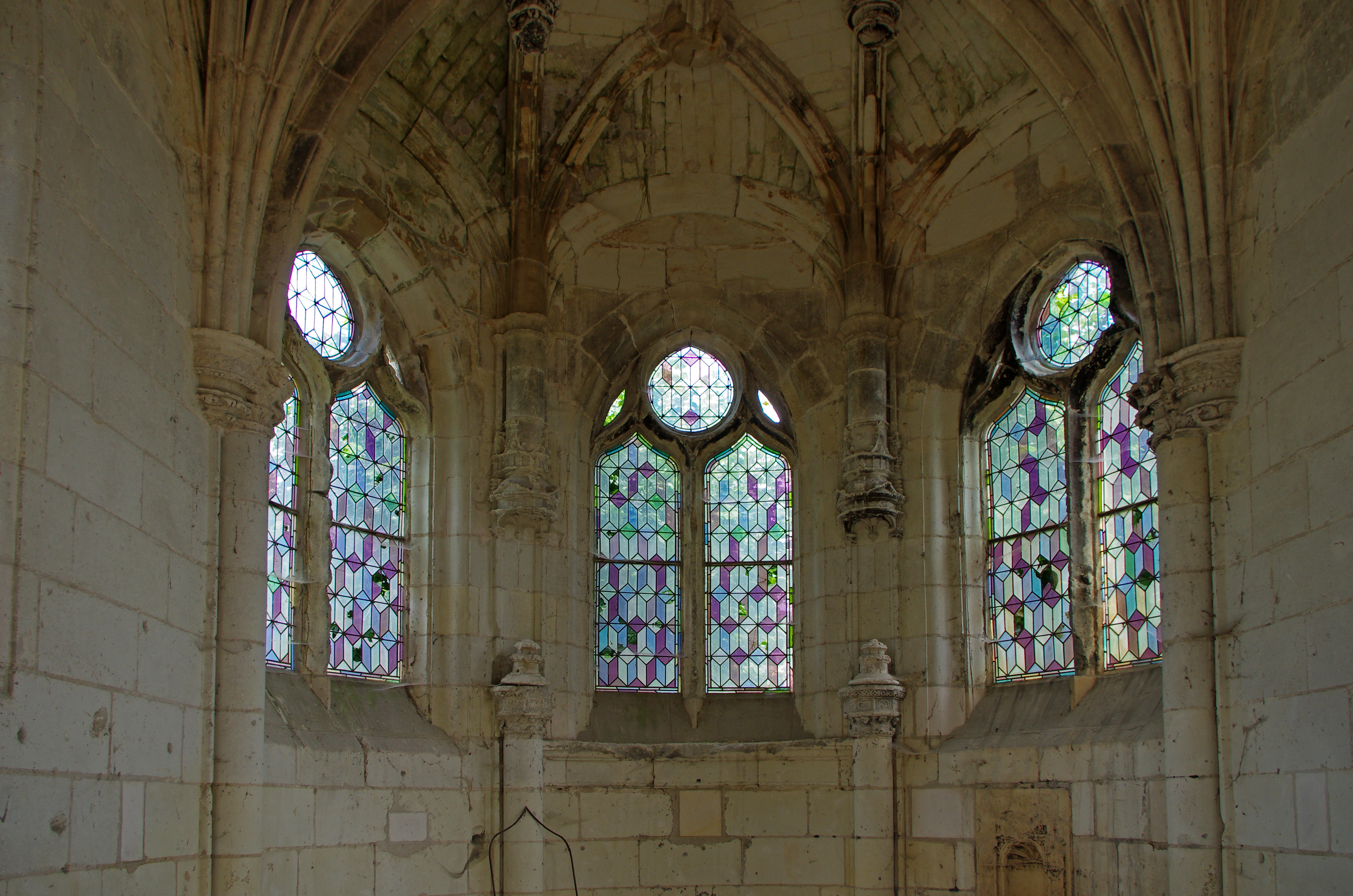
Intérieur de l'abside.
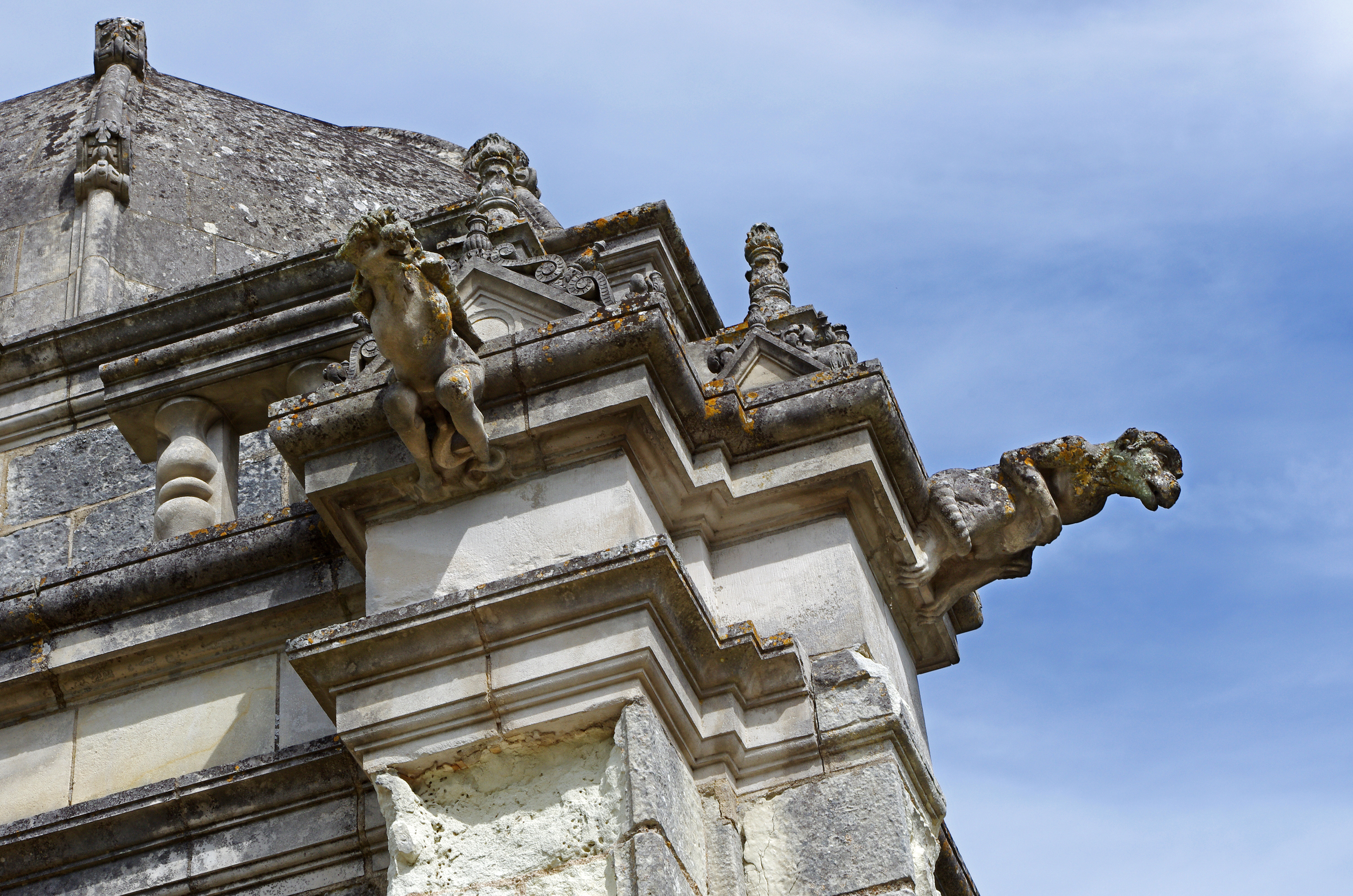
Gargouilles.
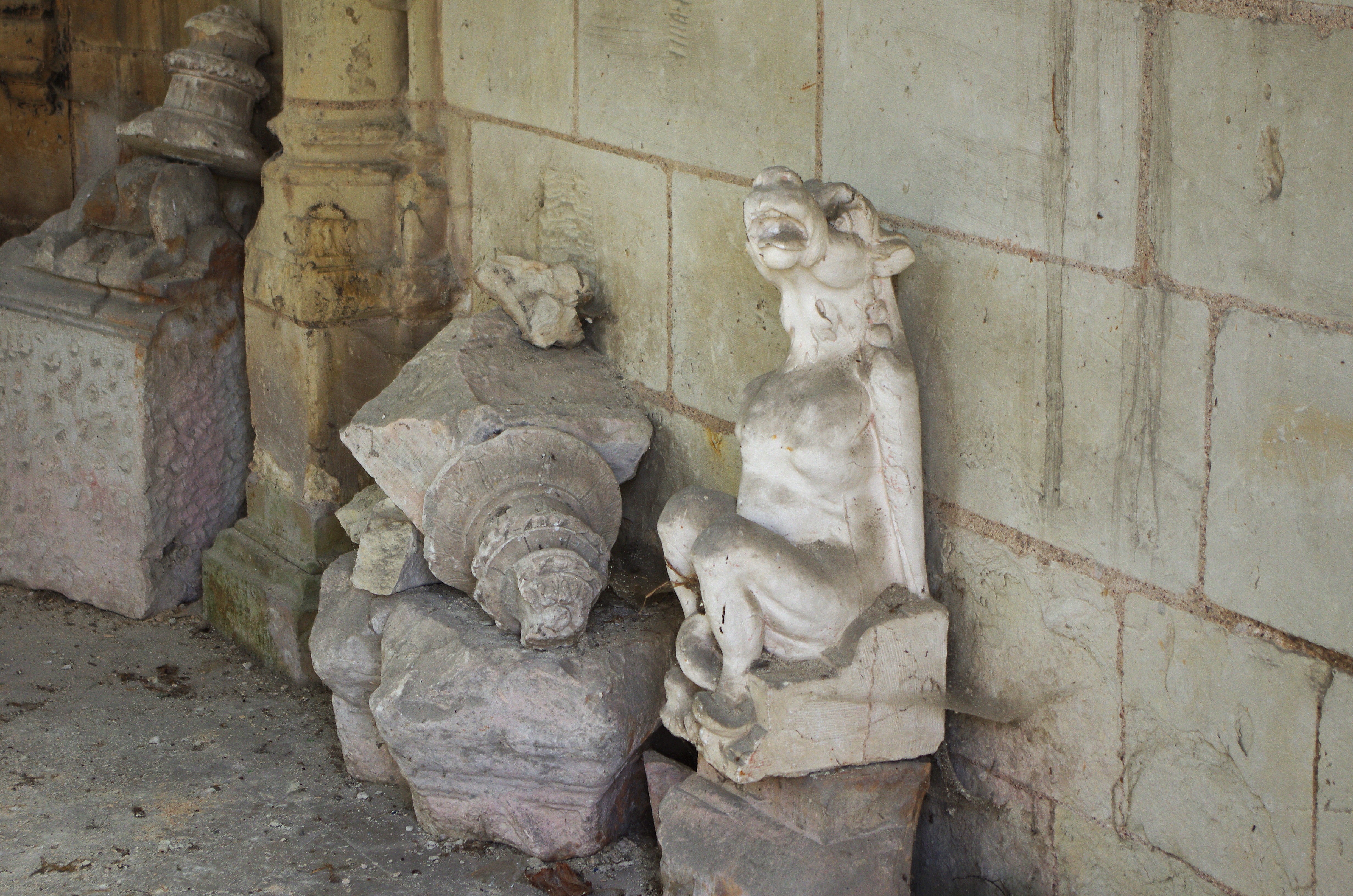
Décor entreposé dans la chapelle.

## Pour en savoir plus